# 128. önálló hegyi rohamdandár
A 128. önálló hegyi rohamdandár (ukránul: 128-ма окрема гірсько-штурмова бригада, magyar átírásban: szto dvadcaty voszma okrema hirszko-sturmova brihada) az Ukrán Fegyveres Erők Szárazföldi Erőinek Nyugati Hadműveleti Parancsnoksága alárendeltségébe tartozó katonai alakulat. Parancsnoksága Munkácson található. A dandár egy zászlóalja Ungváron állomásozik, a műszaki alakulata Nagyszőlősön található. Az egység katonai kódja A-3913. Parancsnoka 2022 decemberétől Dmitro Liszjuk.

## Története
A dandár gyökerei a Vörös Hadsereg, majd a Szovjet Hadsereg 128. hegyilövész gárdahadosztályig nyúlnak vissza, amely a második világháborús hadműveletek után 1945 nyarán érkezett Kárpátaljára. A hadosztály alakulatait Munkácson, Ungváron, Szolyván és Perecsenyben helyezték el. Ebben az időszakban a Kárpát-melléki Katonai Körzet 38. hadseregének alárendeltségébe tartozott.
Az alakulat részt vett 1956-os magyarországi harcokban. Magyarországon kezdetben Esztergomban állomásozott, amikor 1956 decemberében átszervezték, az új szervezet neve 128. gépesített lövész gárdahadosztály lett. Később a hadosztály Győrbe települt ált, majd 1958-ban visszatért Kárpátaljára. A 128. hadosztály részt vett az 1968-os csehszlovákiai hadműveletekben, majd harcolt az afganisztáni háborúban is.
1992 januárjában a hadosztály a függetlenné vált Ukrajna fennhatósága alá került, a személyi állománya felesküdött Ukrajnára. Ekkor a hadosztály parancsnoka Viktor Hrecsanyinov volt.

## Szervezeti felépítése

### 2024-től
- 1. hegyi rohamzászlóalj
- 2. hegyi rohamzászlóalj
- 4, gépesített zászlóalj
- 15. önálló hegyi rohamzászlóalj
- 2. önálló lövész zászlóalj
- 534. önálló műszaki zászlóalj (Nagyszőlős)
- javító alakulat
- önálló légvédelmi szakasz